# Wilhelm Gerard Burgers
Wilhelm Gerard Burgers, chiamato comunemente Willy, (Arnhem, 16 agosto 1897 – L'Aja, 24 settembre 1988), è stato un chimico e fisico olandese, considerato da molti come il padre del vettore di Burgers, concetto nato con l'aiuto di suo fratello Jan M. Burgers (entrambi lavoravano all'Università Tecnica di Delft) che ebbe l'idea del vettore attraverso la sua conoscenza delle vertebre nella meccanica dei fluidi. Nel suo discorso di addio, Willy Burgers si definì spiritosamente "lo zio del vettore degli hamburger".

## Biografia
Nacque nel 1897 ad Arnhem, figlio di Johannes Burgers e Johanna Hendrika, nata Romijn. Era fratello minore di Johannes Martinus Burgers, anche lui fisico. Suo padre, un impiegato postale la cui passione erano le scienze naturali e la raccolta di varie attrezzature sperimentali, teneva spesso conferenze pubbliche sui fenomeni naturali. Willy Burgers conseguì il dottorato all'Università di Groningen nel 1928 sotto la supervisione di Hilmar Johannes Backer e del premio Nobel William Henry Bragg;, la sua tesi di dottorato era intitolata «Röntgenografisch structuuronderzoek van eenige organische verbindingen».
Burgers ottenne un incarico presso l'Università Tecnica di Delft. Insieme a suo fratello Johannes M. Burgers, condusse ricerche sui problemi legati alle dislocazioni nei reticoli cristallini. Realizzò anche diverse invenzioni che furono brevettate.,

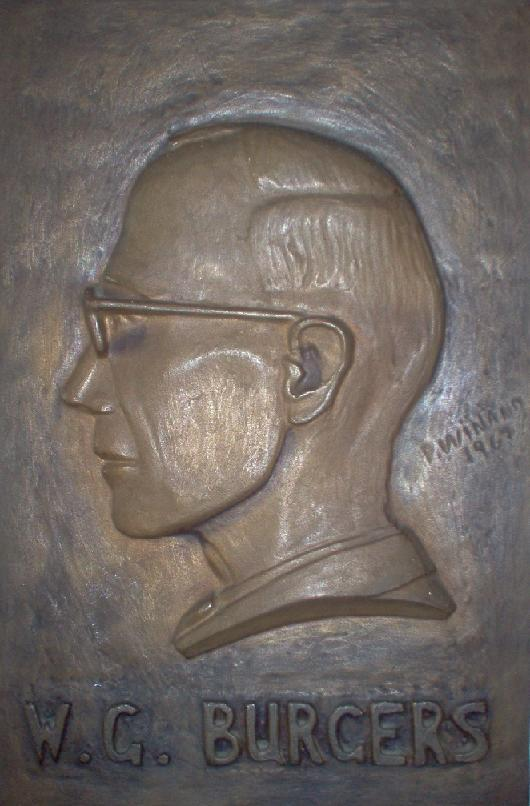
Targa di Burgers

Nel 1951 partecipò al IX Congresso Solvay insieme a William L. Bragg, William Shockley ed Egon Orowan. Il 12 maggio 1952 divenne membro dell'Accademia Reale Olandese delle Scienze (Koninklijke Nederlandse Akademie van Wetenschappen, KNAW). Nel 1963, W.G. Burgers ricevette il Premio Gilles Holst dall'Accademia Reale delle Scienze dei Paesi Bassi per il suo lavoro in fisica e chimica.
Morì il 24 settembre 1988, a 91 anni, e 7 anni dopo la scomparsa del fratello Johannes.
Una targa di Burgers esisteva nell'ex edificio dell'ingegneria dei materiali sulla Rotterdamseweg a Delft, fino alla demolizione dell'edificio nel 2006. Oggi la targa si trova nel dipartimento "Scienza e Ingegneria dei Materiali" all'interno dell'edificio congiunto di Ingegneria Meccanica (ME) nel campus della TU Delft.

## Opere principali
- W. G. Burgers e P. C. Louwerse: Über den Zusammenhang zwischen Deformationsvorgang und Rekristallisation bei Aluminium, Zeitschrift für Physik, 67 (1931) p. 605.
- W.G.Burgers e J.M.Burgers, Verh.Akad.Wetenschappen. Afd. Natuurk. 15(1935),173-213.
- Roelof Houwink, Wilhelm Gerard Burgers, Elasticity, plasticity and structure of matter, The University Press, 1937
- J.M.Burgers e W.G.Burgers, Dislocations in crystal lattices , Chapter 6 of Rheology, Theory and Applications,  F.R.Eirich, vol. I, pp. 141-199, Academic Press, New York, 1956